# Jean Corti
Pour les articles homonymes, voir Corti.
Jean Corti, né Gian Samuele Cortinovis à Almè en Italie le 22 janvier 1929 et mort le 25 novembre 2015 à Garches,, est un accordéoniste et compositeur italo-français .

## Carrière
Jean Corti est arrivé très jeune en France (en banlieue parisienne) dès 1931 après être né en 1929 en Italie. Il a appris l’accordéon dans sa jeunesse et a commencé à faire le métier de musicien à l’accordéon ainsi qu’au bandonéon et à la contrebasse.
Il accompagne Georges Brassens à la contrebasse à ses débuts, Barbara[réf. nécessaire], Henri Tachan[réf. nécessaire] et Alain Bashung[réf. nécessaire].
Accompagnateur de Jacques Brel durant six ans à partir de 1960, il compose la musique de plusieurs chansons, soit seul (Les Bourgeois), soit avec Brel et Gérard Jouannest (Les Vieux, Madeleine, Les Toros), soit avec Gérard Jouannest (Titine).
Il a quitté Jacques Brel en 1966, remplacé ultérieurement par Marcel Azzola, notamment sur Vesoul.
Ensuite il est resté actif dans le milieu musical, il a composé de nombreux titres avec d'autres accordéonistes (Jo Privat, Armand Lassagne, Gwen Cresens, Manu Maugain…) ou seul. Il a été stagiaire à la Sacem dès 1954 et est devenu sociétaire en 2005, le répertoire de ses œuvres fait figurer plus d'une quarantaine de titres dont des musiques de chansons, outre pour Jacques Brel déjà mentionné, pour d'autres chanteurs bien après les années soixante comme les Têtes Raides, Allain Leprest ou Loïc Lantoine.
En 1990/1991 il participe à l’aventure Paris Musette qui a contribué au renouveau de l’accordéon en France en rassemblant la crème des accordéonistes musette (Jo Privat, Marcel Azzola, Armand Lassagne…) pour réinterpréter des classiques du musette dans le grand style qui a toujours plu à Jean Corti. À cette occasion, il interprète la valse de l’accordéoniste Joseph Colombo intitulée Nany, ce qui était le surnom donné à Jean Corti par ce glorieux ancien italien comme lui.
Il collabore régulièrement avec le groupe Têtes Raides dès le milieu des années 1990 ; les membres du groupe le persuadent de publier ses propres albums qui ont tous été produits par le label Mon Slip créé par le groupe.
Il a composé et interprété la musique originale du film d’animation : La vieille dame et les pigeons de Sylvain Chomet (1997) qui fait la part belle à l'accordéon.
En 2000, il joue sur le titre Né dans les rues de Paris du chanteur de reggae Pierpoljak, il apparaît également sur le titre C'est toujours ça la France du rappeur Disiz la peste.
Ses nombreuses collaborations avec des musiciens de la nouvelle génération ont abouti à un concert au Bataclan en juin 2007 qui a eu beaucoup de retentissement (avec Olivia Ruiz, Loïc Lantoine, Allain Leprest, les Têtes Raides, Marc Perrone...) et consacré son statut de référence en tant qu'instrumentiste et accompagnateur.

## Discographie

### Avec Jacques Brel
- 1961 : Marieke
- 1962 : Olympia 1961
- 1962 : Les Bourgeois
- 1964 : Olympia 1964
- 1966 : Les Bonbons
- 1966 : Ces gens-là

### Albums solo
- 1990 : Les plus belles chansons de Jacques Brel - Les plus grands succès du Bal Musette, CD sur le label Discover, référence 20036.2, disque dans lequel il joue des chansons de Brel ainsi que plusieurs compositions personnelles, notamment en collaboration avec Jo Privat et d'autres, ainsi que Mystérieuse, célèbre valse de Jo Privat.
- 2001 : Couka, Mon Slip, réf MS 01, donc premier album de ce label, avec la participation de plusieurs membres des Têtes Raides.
- 2007 : Versatile , Mon Slip, réf MS 17, (avec la participation des Têtes Raides, Marc Perrone, Olivia Ruiz et Loïc Lantoine)
- 2009 : Fiorina, éd. Mon Slip, réf MS 025, (avec la participation d'Allain Leprest, Thomas Fersen, Jeanne Cherhal, Loïc Lantoine, Zaza Fournier, Olivia Ruiz, Rachid Taha, Christian Olivier et Lola Lafon)[10].

### 45 Tours
- 1959 : Toi le venin / Hortis ; Goslin. Griserie polka / Hazy Osterwald ; disque Chambord, réf CA 1018 Jean Corti et son ensemble[11]. La chanson Toi le venin est tirée de la bande originale du film Toi, le venin de Robert Hossein.
- 1959 : RAOULI JAVA / E. Prud'Homme ; Sergelys. Paris - Guinguette / E. Prud'Homme ; Sergelys. Tes mensonges / F. Warms ; M. Cayla. EL MORRO / Aimable et J. Corti ; disque Chambord, réf CA 1020 interprété par Jean Corti et sa formation[12].

### Participations
- 1992 : Musette au sommet, Musidisc, réf MU 760, réunion des quatre accordéonistes Jo Privat, Jean Corti, Armand Lassagne et Daniel Colin, dans laquelle Jean Corti interprète trois de ses compositions ainsi que la classique java Ça gaze de V. Marceau.
- 1993 : Paris Musette volume 2, Swing et manouche : Nany (valse de Joseph Colombo dédiée à son compatriote et ami Jean Corti)
- 1996 : L'Hermaphrodite sur l'album des Têtes Raides : Le Bout du Toit
- 1997 : L'Hermaphrodite et Ginette sur l'album des Têtes Raides en public : Viens !
- 1998 : Paris Musette volume 3, Vent d'automne : La Ritale (valse de Jean Corti et Jo Privat dédiée à François Cavanna l'auteur des Ritals) ; Parazite sur l'album : Chamboultou des Têtes Raides
- 2000 : Né dans les rues de Paris, sur l'album : Je fais c'que j'veux de Pierpoljak ; Le gratte-poil (au bandonéon) sur l'album Gratte poil des Têtes Raides
- 2003 : Y boit le fond, sur l'album A mardi de Mimile et les Ramulots ; C'est toujours ça la France du rappeur Disiz la peste[8] sur l'album Jeu de société.

Il figure également sur de nombreuses compilations d'accordéon ou de musette ou de chansons de Brel, comme « Top Brel »  « La France de l'accordéon », « Musette », etc.ou également une intéressante compilation plus moderne : « La musique de Paris café » de 2003.

### Radio
- « Un soufflet derrière Jacques Brel ! », France Musique, Brut d'accordéon par Félicien Brut, le 29 janvier 2023